# Johannes Høsflot Klæbo
Johannes Høsflot Klæbo, norveški smučarski tekač, * 22. oktober 1996, Trondheim, Norveška.

## Kariera

### Zimske olimpijske igre 2018
Na Zimskih olimpijskih igrah 2018 v Pjongčangu je osvojil tri zlate medalje - posamično v sprintu in dve skupaj z Norveško ekipo.

### Sezona 2018
V sezoni 2018 je Klæbo osvojil svoj prvi veliki kristalni globus. V tej sezoni je osvojil še drugič zapored mali kristalni globus v sprintu.

## Svetovni pokal

### Skupni seštevek
|            | Sezona          |
| Disciplina |                 |
| 2017       | Sprint          |
| 2017       | U-23            |
| 2018       | Skupni seštevek |
| 2018       | Sprint          |
| 2018       | U-23            |
| 2019       | Skupni seštevek |
| 2019       | Sprint          |
| 2019       | U-23            |

### Dosežki v svetovnem pokalu
| Sezona | Starost | Svetovni pokal  | Svetovni pokal | Svetovni pokal | Svetovni pokal | Turneje            | Turneje            | Turneje          |
| Sezona | Starost | Skupni seštevek | Razdalja       | Sprint         | U23            | Nordijska turnerja | Novoletna turnerja | Svetovna turneja |
| ------ | ------- | --------------- | -------------- | -------------- | -------------- | ------------------ | ------------------ | ---------------- |
| 2016   | 19      | 110             | —              | 68             | 12             | —                  | —                  | —                |
| 2017   | 20      | 4               | 29             | 1              | 1              | 2                  | —                  | 1                |
| 2018   | 21      | 1               | 7              | 1              | 1              | 1                  | —                  | 25               |

### Zmage v svetovnem pokalu
- 10 zmag
- 15 stopničk

| #  | Sezona  | Datum             | Lokacija              | Tekma           |
| -- | ------- | ----------------- | --------------------- | --------------- |
| 1  | 2016–17 | 18. februar 2017  | Otepää, Estonija      | sprint          |
| 2  | 2016–17 | 18. marec 2017    | Quebec City, Kanada   | skupinski start |
| 3  | 2016–17 | 19. marec 2017    | Kanadska turneja      | seštevek        |
| 4  | 2017–18 | 24. november 2017 | Ruka, Finska          | sprint          |
| 5  | 2017–18 | 25. november 2017 | Ruka, Finska          | posamično       |
| 6  | 2017–18 | 26. november 2017 | Nordijska turneja     | seštevek        |
| 7  | 2017–18 | 2. december 2017  | Lillehammer, Norveška | sprint          |
| 8  | 2017–18 | 3. december 2017  | Lillehammer, Norveška | skiatlon        |
| 9  | 2017–18 | 9. december 2017  | Davos, Švica          | sprint          |
| 10 | 2017–18 | 17. december 2017 | Toblach, Italija      | zasledovanje    |

## Svetovno prvenstvo v nordijskem smučanju
| Leto | Starost | 15 km individualno | Skiatlon | 50 km skupinski start | Sprint | Ekipna tekma | Ekipni sprint |
| ---- | ------- | ------------------ | -------- | --------------------- | ------ | ------------ | ------------- |
| 2017 | 20      | 15                 | —        | —                     | 3      | —            | 4             |
| 2019 | 22      | —                  | 30       | —                     | 1      | 1            | 1             |